# Сибірський (Ханти-Мансійський район)
Сибі́рський (рос. Сибирский) — селище у складі Ханти-Мансійського району Ханти-Мансійського автономного округу Тюменської області, Росія. Адміністративний центр Сибірського сільського поселення.
Населення — 745 осіб (2010, 587 у 2002).
Національний склад станом на 2002 рік: росіяни — 83 %.